# 단위구

일부 1-구들. 은 아래의 첫 번째 부분에서 이야기되는 유클리드 공간의 노름이다.

수학에서 단위구는 고정된 중심점으로부터의 거리가 1인 점들의 집합이다. 일반화된 거리에 대한 개념이 사용된다; 닫힌 단위공은 고정된 중심점에서 거리가 1보다 작거나 같은 점들의 집합이다. 보통 특정한 점은 연구 중인 공간의 원점으로 구별되고 단위구 또는 단위공이 그 점을 중심으로 한다고 이해된다. 따라서 여기서는 항상 "그" 단위구나 "그" 단위공을 이야기 하는 것이다.
예를 들어, 원의 내부과 표면은 이차원 구이지만, 일차원 구는 그 "원"의 표면이다. 비슷하게, 일반적으로 "구"라고 부르는 유클리드 입체의 내부와 표면은 삼차원 구이지만, 이차원 구는 그 구의 표면이다.
단위구는 단순히 반지름이 1인 구이다. 단위구의 중요한 점은 어떤 구도 평행이동과 크기변환만으로 단위구로 변환될 수 있다는 것이다. 이 때문에 구의 특성은 일반적으로 단위구에 대한 연구로 줄일 수 있다.

## 유클리드 공간에서 단위구와 공
n차원 공간의 유클리드 공간에서, (n−1)차원 단위구는 다음 등식을 만족시키는 점들의 집합 {\displaystyle (x_{1},\ldots ,x_{n})}이다:
{\displaystyle x_{1}^{2}+x_{2}^{2}+\cdots +x_{n}^{2}=1}
n차원 열린 단위 공은 다음 부등식을 만족시키는 점들의 집합이다:
{\displaystyle x_{1}^{2}+x_{2}^{2}+\cdots +x_{n}^{2}<1}
그리고 n차원 닫힌 단위 공은 다음 부등식을 만족시키는 점들의 집합이다:
{\displaystyle x_{1}^{2}+x_{2}^{2}+\cdots +x_{n}^{2}\leq 1}

### 일반적인 넓이와 부피 공식
단위구의 고전적인 방정식은 반지름이 1이고 x-, y-, 또는 z-축의 교대가 없는 타원체의 방정식이다:
{\displaystyle f(x,y,z)=x^{2}+y^{2}+z^{2}=1}
n차원 유클리드 공간의 단위구의 부피와 표면적은 많은 해석학의 중요한 공식에 등장한다. n차원 단위공의 부피 Vn은 감마 함수를 사용해서 표현할 수 있다:
{\displaystyle V_{n}={\frac {\pi ^{n/2}}{\Gamma (1+n/2)}}={\begin{cases}{\pi ^{n/2}}/{(n/2)!}&\mathrm {if~} n\geq 0\mathrm {~is~even,} \\~\\{\pi ^{\lfloor n/2\rfloor }2^{\lceil n/2\rceil }}/{n!!}&\mathrm {if~} n\geq 0\mathrm {~is~odd,} \end{cases}}}
이 때 n!!은 이중 팩토리얼이다.
(n−1)차원 단위구의 초부피 An(즉, n차원 단위공의 표면의 "넓이")은 다음과 같이 표현할 수 있다:
{\displaystyle A_{n}=nV_{n}={\frac {n\pi ^{n/2}}{\Gamma (1+n/2)}}={\frac {2\pi ^{n/2}}{\Gamma (n/2)}}\,,}
여기서 마지막 등식은 n > 0일 때만 성립한다.
일부 {\displaystyle n}값에 따른 표면적과 부피는 다음과 같다:
| {\displaystyle n} | {\displaystyle A_{n}} (표면적)                        | {\displaystyle A_{n}} (표면적) | {\displaystyle V_{n}} (부피)                         | {\displaystyle V_{n}} (부피) |
| ----------------- | ----------------------------------------------------- | ------------------------------ | ---------------------------------------------------- | ---------------------------- |
| 0                 | {\displaystyle 0(1/0!)\pi ^{0}}                       | 0                              | {\displaystyle (1/0!)\pi ^{0}}                       | 1                            |
| 1                 | {\displaystyle 1(2^{1}/1!!)\pi ^{0}}                  | 2                              | {\displaystyle (2^{1}/1!!)\pi ^{0}}                  | 2                            |
| 2                 | {\displaystyle 2(1/1!)\pi ^{1}=2\pi }                 | 6.283                          | {\displaystyle (1/1!)\pi ^{1}=\pi }                  | 3.141                        |
| 3                 | {\displaystyle 3(2^{2}/3!!)\pi ^{1}=4\pi }            | 12.57                          | {\displaystyle (2^{2}/3!!)\pi ^{1}=(4/3)\pi }        | 4.189                        |
| 4                 | {\displaystyle 4(1/2!)\pi ^{2}=2\pi ^{2}}             | 19.74                          | {\displaystyle (1/2!)\pi ^{2}=(1/2)\pi ^{2}}         | 4.935                        |
| 5                 | {\displaystyle 5(2^{3}/5!!)\pi ^{2}=(8/3)\pi ^{2}}    | 26.32                          | {\displaystyle (2^{3}/5!!)\pi ^{2}=(8/15)\pi ^{2}}   | 5.264                        |
| 6                 | {\displaystyle 6(1/3!)\pi ^{3}=\pi ^{3}}              | 31.01                          | {\displaystyle (1/3!)\pi ^{3}=(1/6)\pi ^{3}}         | 5.168                        |
| 7                 | {\displaystyle 7(2^{4}/7!!)\pi ^{3}=(16/15)\pi ^{3}}  | 33.07                          | {\displaystyle (2^{4}/7!!)\pi ^{3}=(16/105)\pi ^{3}} | 4.725                        |
| 8                 | {\displaystyle 8(1/4!)\pi ^{4}=(1/3)\pi ^{4}}         | 32.47                          | {\displaystyle (1/4!)\pi ^{4}=(1/24)\pi ^{4}}        | 4.059                        |
| 9                 | {\displaystyle 9(2^{5}/9!!)\pi ^{4}=(32/105)\pi ^{4}} | 29.69                          | {\displaystyle (2^{5}/9!!)\pi ^{4}=(32/945)\pi ^{4}} | 3.299                        |
| 10                | {\displaystyle 10(1/5!)\pi ^{5}=(1/12)\pi ^{5}}       | 25.50                          | {\displaystyle (1/5!)\pi ^{5}=(1/120)\pi ^{5}}       | 2.550                        |

n ≥ 2일 때의 확장된 소숫점 아래는 표시된 정확도로 반올림되었다.

#### 재귀
An값은 재귀를 만족시킨다:
{\displaystyle A_{0}=0}
{\displaystyle A_{1}=2}
{\displaystyle A_{2}=2\pi }
{\displaystyle A_{n}={\frac {2\pi }{n-2}}A_{n-2}} for {\displaystyle n>2}.
Vn값도 재귀를 만족시킨다:
{\displaystyle V_{0}=1}
{\displaystyle V_{1}=2}
{\displaystyle V_{n}={\frac {2\pi }{n}}V_{n-2}} for {\displaystyle n>1}.

#### 분수 차원

이것은 (x-1)차원 구의 초부피(즉, x차원 단위공의 표면의 "넓이")를 x에 대한 연속 함수로 나타낸다.

이것은 x차원 공의 부피를 x에 대한 연속 함수로 나타낸다.

An과 Vn의 공식은 어떤 실수 n ≥ 0에 대해서도 계산할 수 있고, n이 음이아닌 정수일 때 구의 표면적과 공의 부피를 찾을 수 있는 적절한 환경이 있다.

#### 다른 반지름
반지름이 r인 (n–1)차원 구의 표면적은 An rn−1이고, 반지름이 r인 n차원 공의 부피는 Vn rn이다. 예를 들어, 반지름이 r인 삼차원 공의 표면적은 A = 4π r 2이다. 반지름이 r인 삼차원 공의 부피는 V = 4π r 3 / 3이다.

## 노름 벡터 공간의 단위공
더 정확하게, 노름이 {\displaystyle \|\cdot \|}의 노름 벡터 공간 {\displaystyle V}의 열린 단위구는 다음과 같다:
{\displaystyle \{x\in V:\|x\|<1\}}
이것은 (V,||·||)의 닫힌 단위공의 내부이다:
{\displaystyle \{x\in V:\|x\|\leq 1\}}
후자는 전자와 그 공통 경계인 단위구의 서로소 연합이고, (V,||·||)의 단위구는 다음과 같다:
{\displaystyle \{x\in V:\|x\|=1\}}
단위공의 '모양'은 전적으로 선택된 노름에 의존한다; 이것은 충분히 '모퉁이'를 가질 수도 있고, 예를 들면 Rn의 노름 l∞의 경우에는[−1,1]n처럼 보일 수도 있다. 둥근 공은 일상적인 유클리드 거리의 유한 차원의 경우에 기반하는 힐베르트 공간 노름으로 이해된다; 그 경계는 일반적으로 단위구를 의미하는 것이다. 여기에 다양한 값의 p에 대한 이차원 {\displaystyle \ell ^{p}} 공간의 단위공의 그림을 그렸다 (단위공은 p < 1일 때는 오목하고 p ≥ 1일 때는 볼록하다):
모든 노름 공간의 단위공은 삼각 부등식에 의해서 반드시 볼록해야 하기 때문에 이것은 조건 p ≥ 1이 {\displaystyle \ell ^{p}}의 정의에 중요한지 보여준다.
이 이차원 단위공의 지름 {\displaystyle C_{p}}에 대해서 주목하라:
{\displaystyle C_{0}=C_{\infty }=8}은 최대값이다.
{\displaystyle C_{1}=4{\sqrt {2}}}은 최솟값이다.
{\displaystyle C_{2}=2\pi \,.}

## 일반화

### 측도 공간
위의 세 정의 모두는 선택한 원점에 대하여 직접적으로 거리 공간으로 일반화 된다. 하지만, 위상적 고려사항(내부, 닫힘, 경계)은 같은 방법으로 적용될 필요는 없다(예를 들면, 초거리 공간에서, 이 세 개 전부는 열려있는 동시에 닫힌 집합이다). 그리고 심지어 단위구는 어떤 거리 공간에서 빌 수도 있다.

### 이차 형식
V가 실이차 형식 F:V → R을 가지는 선형 공간이면 { p ∈ V : F(p) = 1 }은 단위구또는 V의 단위 준-구 로 부를 수 도 있다. 예를 들어, 이차 형식 {\displaystyle x^{2}-y^{2}}에 대해서 집합이 1과 같을 때, 분할복소수평면에서 "단위원"과 같은 역할을 하는 단위 쌍곡선을 만들어낸다. 비슷하게, 이차 형식 x2는 쌍대수평면의 단위 구인 선의 쌍을 얻는다.

## 같이 보기
- 공
- 초구
- 구 (기하학)
- 초타원
- 단위원
- 단위 디스크
- 단위구 묶음
- 단위정사각형
- 단위정육면체